# Hypocrisias minima
Hypocrisias minima är en fjärilsart som beskrevs av Berthold Neumoegen 1883. Hypocrisias minima ingår i släktet Hypocrisias och familjen björnspinnare. Inga underarter finns listade i Catalogue of Life.